# Roadracing-VM 2007
Världsmästerskapen i Roadracing 2007 arrangerades av Internationella motorcykelförbundet och innehöll klasserna MotoGP, 250GP och 125GP i Grand Prix-serien samt Superbike, Supersport och Endurance. MotoGP-säsongen 2007 kördes över 18 deltävlingar på fyra kontinenter. VM-titlar delades ut till bästa förare och till bästa konstruktör. 

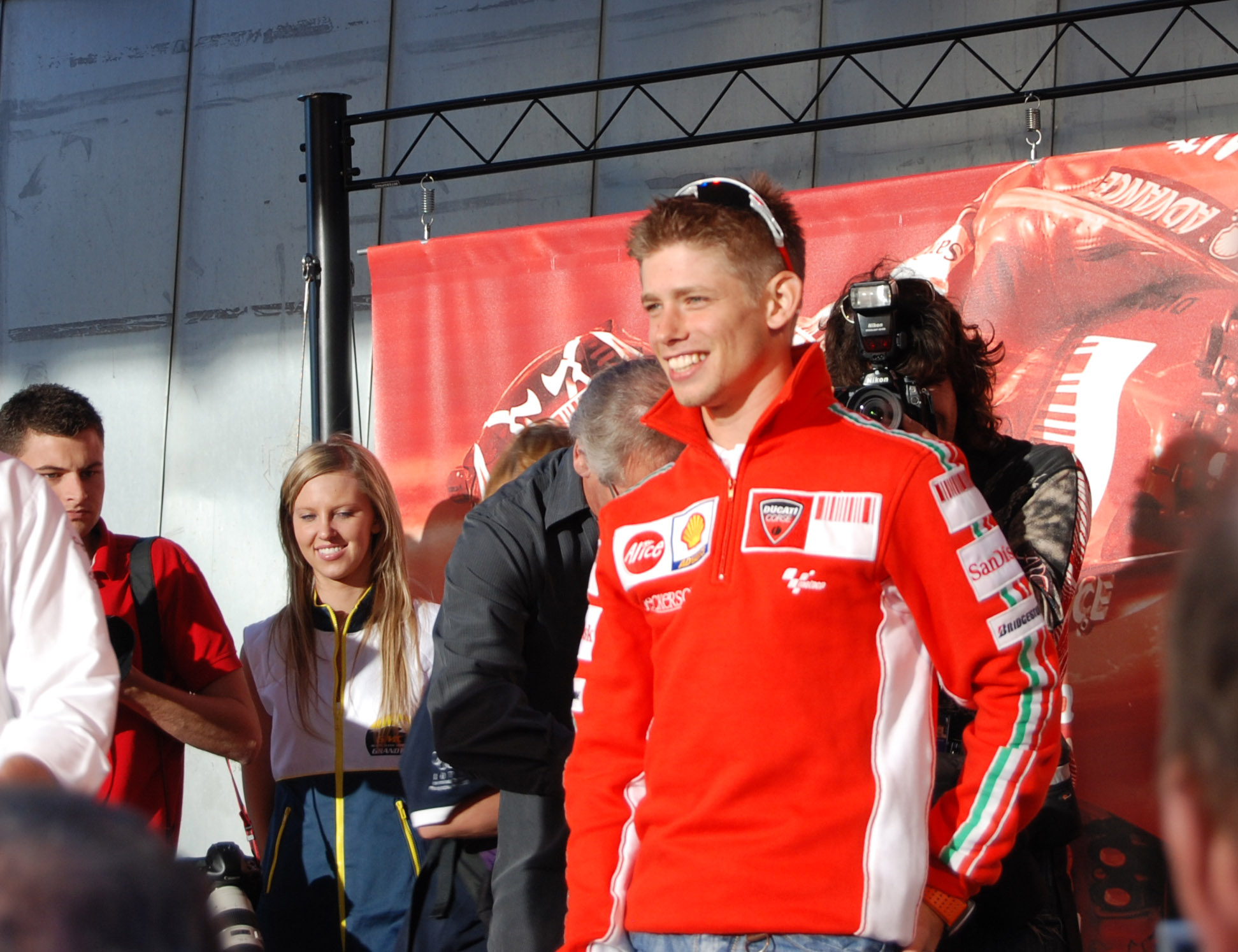
2007 års världsmästare i MotoGP-klassen - Casey Stoner.

| Världsmästare i roadracing 2007 | Världsmästare i roadracing 2007          | Världsmästare i roadracing 2007 |
| Klass                           | Mästare individuellt                     | Mästare konstruktörer           |
| ------------------------------- | ---------------------------------------- | ------------------------------- |
| MotoGP                          | Casey Stoner                             | Ducati                          |
| 250GP                           | Jorge Lorenzo                            | Aprilia                         |
| 125GP                           | Gábor Talmácsi                           | Aprilia                         |
| Superbike                       | James Toseland                           | Yamaha                          |
| Supersport                      | Kenan Sofuoglu                           | Honda                           |
| Endurance                       | S.E.R.T. 1 (Philippe, Lagrive, Da Costa) | Suzuki                          |
| Sidvagn                         | Time Reeves / Patrick Farrance           |                                 |

## MotoGP-klassen
Nytt för året i MotoGP-klassen är att cylindervolymen sänktes från 990 till 800 cm3 samtidigt som tvåtaktsmotorer inte längre tilläts. Trots detta slogs banrekorden på de flesta banorna vid torrt väder. Även däcksreglementet var ändrat: antalet däck per tävlingshelg begränsades och däcken måste väljas innan de första passen påbörjas. Kritik riktades mot att denna begränsning leder till större chanstagning vad gäller däcksval och att det gör att racen inte blir så täta och spännande eftersom ett felaktigt beslut på torsdag kan vara förödande för racetempot på söndag.
Den unge australiensaren Casey Stoner på Ducati dominerade säsongen med 10 segrar och säkrade VM-titeln med en femteplats i Japans Grand Prix på Twin Ring Motegi. Valentino Rossi, Yamaha, med fyra segrar låg länge på andra platsen i VM-tabellen, men passerades i sista deltävlingen av Dani Pedrosa som där tog sin andra seger för säsongen. Chris Vermeulen, också Australien, på en Suzuki, tog sin första GP-seger på ett regnigt Le Mans, det var också Suzukis första GP-seger sen 2001.
Regerande världsmästaren Nicky Hayden hittade inte alls stilen i säsongsinledningen, hans första podieplats kom först med en tredje plats i nionde racet. Efter fortsatt blygsamma resultat och krascher i regnet på Le Mans och Donington Park slutade han åtta i VM-tabellen.

### Slutställning
| Plats | Förare           | Stall                | Poäng |
| ----- | ---------------- | -------------------- | ----- |
| 1     | Casey Stoner     | Ducati Marlboro      | 367   |
| 2     | Dani Pedrosa     | Repsol Honda         | 242   |
| 3     | Valentino Rossi  | FIAT Yamaha          | 241   |
| 4     | John Hopkins     | Rizla Suzuki         | 189   |
| 5     | Marco Melandri   | Gresini Honda        | 187   |
| 6     | Chris Vermeulen  | Rizla Suzuki         | 179   |
| 7     | Loris Capirossi  | Ducati Marlboro      | 166   |
| 8     | Nicky Hayden     | Repsol Honda         | 127   |
| 9     | Colin Edwards    | FIAT Yamaha          | 124   |
| 10    | Alex Barros      | Pramac Ducati        | 115   |
| 11    | Randy de Puniet  | Team Kawasaki        | 108   |
| 12    | Toni Elías       | Gresini Honda        | 104   |
| 13    | Alex Hofmann     | Pramac Ducati        | 65    |
| 14    | Carlos Checa     | LCR Honda            | 65    |
| 15    | Anthony West     | Team Kawasaki        | 59    |
| 16    | Sylvain Guintoli | Tech 3 Yamaha        | 50    |
| 17    | Shinya Nakano    | Konica Minolta Honda | 47    |
| 18    | Makoto Tamada    | Tech 3 Yamaha        | 38    |
| 19    | Kurtis Roberts   | Team KR              | 10    |
| 20    | Roger Lee Hayden | Team Kawasaki        | 6     |
| =     | Michel Fabrizio  | Gresini Honda        | 6     |
| 22    | Fonsi Nieto      | Team Kawasaki        | 5     |
| 23    | Olivier Jacque   | Team Kawasaki        | 4     |
| 24    | Kenny Roberts Jr | Team KR              | 4     |
| 25    | Nobuatsu Aoki    | Rizla Suzuki         | 3     |
| 26    | Shinichi Itoh    | Pramac Ducati        | 1     |

### Deltävlingar, banor och segrare
| Datum        | Grand Prix     | Bana                 | Segrare MotoGP  | Fabrikat | Rapport |
| ------------ | -------------- | -------------------- | --------------- | -------- | ------- |
| 10 mars      | Qatar          | Losail               | Casey Stoner    | Ducati   | *       |
| 25 mars      | Spanien        | Jerez                | Valentino Rossi | Yamaha   | *       |
| 22 april     | Turkiet        | Istanbul             | Casey Stoner    | Ducati   | *       |
| 6 maj        | Kina           | Shanghai             | Casey Stoner    | Ducati   | *       |
| 20 maj       | Frankrike      | Le Mans              | Chris Vermeulen | Suzuki   | *       |
| 3 juni       | Italien        | Mugello              | Valentino Rossi | Yamaha   | *       |
| 10 juni      | Katalonien     | Circuit de Catalunya | Casey Stoner    | Ducati   | *       |
| 24 juni      | Storbritannien | Donington Park       | Casey Stoner    | Ducati   | *       |
| 30 juni      | Holland        | Assen TT Circuit     | Valentino Rossi | Yamaha   | *       |
| 15 juli      | Tyskland       | Sachsenring          | Dani Pedrosa    | Honda    | *       |
| 22 juli      | USA            | Laguna Seca          | Casey Stoner    | Ducati   | *       |
| 19 augusti   | Tjeckien       | Automotodrom Brno    | Casey Stoner    | Ducati   | *       |
| 2 september  | San Marino     | Misano World Circuit | Casey Stoner    | Ducati   | *       |
| 16 september | Portugal       | Estoril              | Valentino Rossi | Yamaha   | *       |
| 23 september | Japan          | Motegi               | Loris Capirossi | Ducati   | *       |
| 14 oktober   | Australien     | Phillip Island       | Casey Stoner    | Ducati   | *       |
| 21 oktober   | Malaysia       | Sepang               | Casey Stoner    | Ducati   | *       |
| 4 november   | Valencia       | Valencia             | Dani Pedrosa    | Honda    | *       |

## 250-klassen
250-klassen kördes enligt samma schema som MotoGP-klassen med undantag för Laguna Seca i USA.
I den näst sista deltävlingen säkrade spanjoren och regerande världsmästaren Jorge Lorenzo VM-titeln efter 8 segrar.

### Slutställning
| Plats | Förare           | Stall                    | Poäng |
| ----- | ---------------- | ------------------------ | ----- |
| 1     | Jorge Lorenzo    | Fortuna Aprilia          | 312   |
| 2     | Andrea Dovizioso | Kopron Team Scot Honda   | 260   |
| 3     | Alex de Angelis  | Master Aspar Aprilia     | 235   |
| 4     | Álvaro Bautista  | Master Aspar Aprilia     | 181   |
| 5     | Héctor Barberá   | Team Toth Aprilia        | 177   |
| 6     | Hiroshi Aoyama   | Red Bull KTM             | 160   |
| 7     | Mika Kallio      | Red Bull KTM             | 157   |
| 8     | Thomas Lüthi     | Emmi Caffe Latte Aprilia | 133   |

### Deltävlingar, banor och segrare
| Grand Prix     | Vinnare          | Märke   |
| -------------- | ---------------- | ------- |
| Qatar          | Jorge Lorenzo    | Aprilia |
| Spanien        | Jorge Lorenzo    | Aprilia |
| Turkiet        | Andrea Dovizioso | Honda   |
| Kina           | Jorge Lorenzo    | Aprilia |
| Frankrike      | Jorge Lorenzo    | Aprilia |
| Italien        | Álvaro Bautista  | Aprilia |
| Katalonien     | Jorge Lorenzo    | Aprilia |
| Storbritannien | Andrea Dovizioso | Honda   |
| Holland        | Jorge Lorenzo    | Aprilia |
| Tyskland       | Hiroshi Aoyama   | KTM     |
| Tjeckien       | Jorge Lorenzo    | Aprilia |
| San Marino     | Jorge Lorenzo    | Aprilia |
| Portugal       | Álvaro Bautista  | Aprilia |
| Japan          | Mika Kallio      | KTM     |
| Australien     | Jorge Lorenzo    | Aprilia |
| Malaysia       | Hiroshi Aoyama   | KTM     |
| Valencia       | Mika Kallio      | KTM     |

## 125-klassen
125-klassen kördes enligt samma schema som MotoGP-klassen med undantag för Laguna Seca i USA. Klassen dominerades av Master Aspar Aprilia-stallet. Förhandsfavoriten Mattia Pasini körde bra men drabbades av en serie mekaniska problem och bröt de flesta loppen efter mycket bra körning - fyra segrar under andra delen av säsongen hjälpte inte. Säsongen blev istället en kamp mellan ungraren Gábor Talmácsi och teamkollegan spanjoren Héctor Faubel. Talmácsi blev världsmästare endast fem poäng före Faubel.

### Slutställning
efter 17 deltävlingar av 17
| Plats | Förare           | Team                   | Poäng |
| ----- | ---------------- | ---------------------- | ----- |
| 1     | Gabor Talmacsi   | Bancaja Aspar Aprilia  | 282   |
| 2     | Héctor Faubel    | Bancaja Aspar Aprilia  | 277   |
| 3     | Tomoyoshi Koyama | Red Bull KTM           | 193   |
| 4     | Lukáš Pešek      | Seedorf Valsir Derbi   | 182   |
| 5     | Mattia Pasini    | Polaris World Aprilia  | 174   |
| 6     | Sergio Gadea     | Bancaja Aspar Aprilia  | 170   |
| 7     | Simone Corsi     | Skilled Racing Aprilia | 164   |
| 8     | Joan Olivé       | Polaris World Aprilia  | 131   |

### Deltävlingar, banor och segrare
| Grand Prix     | Bana           | Segrare          |
| -------------- | -------------- | ---------------- |
| Qatar          | Losail         | Héctor Faubel    |
| Spanien        | Jerez          | Gabor Talmacsi   |
| Turkiet        | Istanbul       | Simone Corsi     |
| Kina           | Shanghai       | Lukáš Pešek      |
| Frankrike      | Le Mans        | Sergio Gadea     |
| Italien        | Mugello        | Héctor Faubel    |
| Katalonien     | Catalunya      | Tomoyoshi Koyama |
| Storbritannien | Donington Park | Mattia Pasini    |
| Holland        | Assen          | Mattia Pasini    |
| Tyskland       | Sachsenring    | Gabor Talmacsi   |
| Tjeckien       | Brno           | Héctor Faubel    |
| San Marino     | Misano         | Mattia Pasini    |
| Portugal       | Estoril        | Héctor Faubel    |
| Japan          | Motegi         | Mattia Pasini    |
| Australien     | Phillip Island | Lukáš Pešek      |
| Malaysia       | Sepang         | Gabor Talmacsi   |
| Valencia       | Valencia       | Héctor Faubel    |